# Værdimængde
En funktions værdimængde eller billedmængde er den mængde af værdier, som en funktion er i stand til at returnere. Funktionen f's værdimængde skrives som Vm(f).
Ved illustrering af en reel funktion af én reel variabel i et koordinatsystem sættes værdimængden konventionelt op ad y-aksen, også kaldet 2.-aksen.

## Eksempler
Sinusfunktionen og cosinusfunktionen har begge værdimængden [-1; 1], og hvis {\displaystyle f(x)=x^{2}\Rightarrow {\textrm {Vm}}(f)=\mathbb {R} _{\geq 0}} (hvis x er et reelt tal).

## Bøger
- Holth, Klaus m.fl. (1987): Matematik Grundbog 1. Forlaget Trip, Vejle. ISBN 87-88049-18-3
- Hebsgaard, Thomas m.fl. (1989): Matematik Grundbog 2. Forlaget Trip, Vejle. ISBN 87-88049-13-2